# Kellye Nakahara
Kellye Nakahara, född 16 januari 1948 i Honolulu i Hawaii, död 16 februari 2020 i Pasadena, Kalifornien, var en amerikansk skådespelerska som var känd för att spela rollen som Kealani Kellye i TV-serien M*A*S*H.